# Ķasts Puodžuks

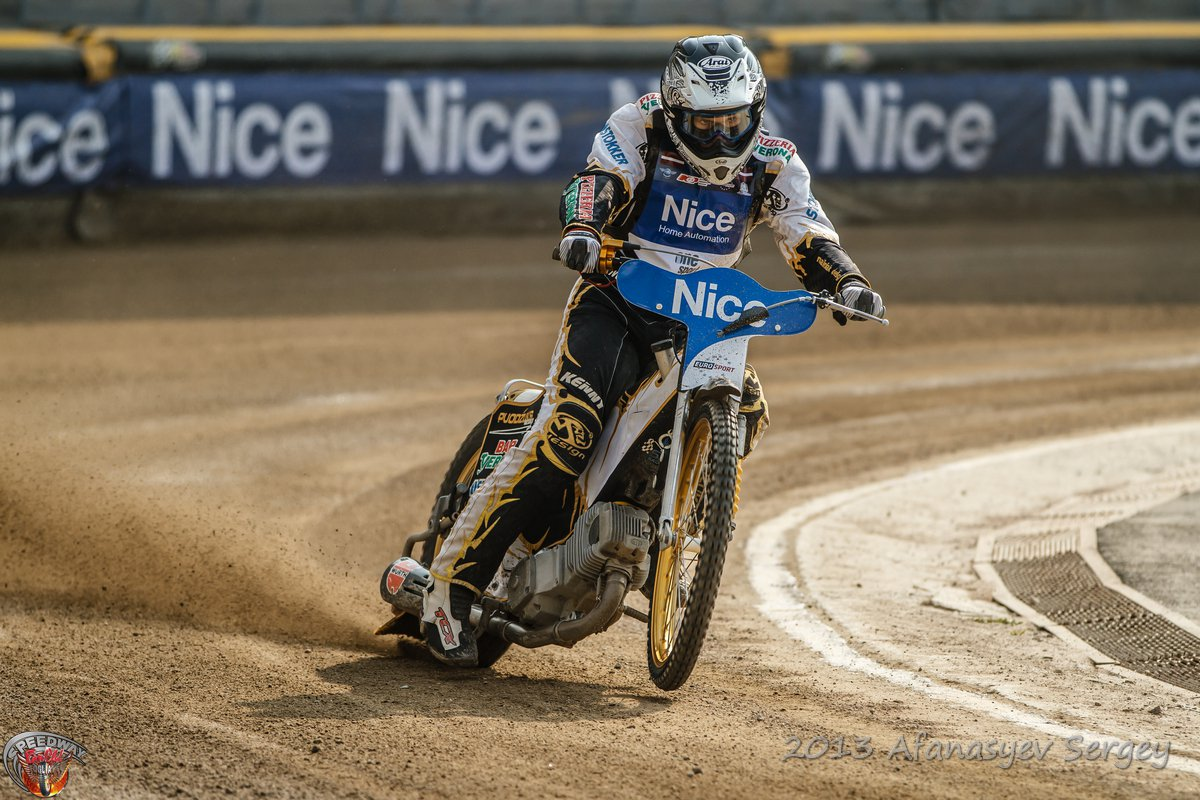

Ķasts Puodžuks, ros. Kiastas Puodżuks, Кястас Пуоджукс (ur. 23 kwietnia 1986 w Dyneburgu) – łotewski żużlowiec.

## Życiorys
W młodości trenował zapasy w stylu klasycznym, zainteresowanie żużlem sprawiło, że w wieku 15 lat został adeptem klubu SK Lokomotīve Dyneburg, z którym – poza rocznym epizodem w Starcie Gniezno (2007), związany jest do dziś.

## Przynależność klubowa
Polska
- SK Lokomotīve Dyneburg (Łotwa, 2005–2006)
- TŻ Start Gniezno (2007)
- SK Lokomotīve Dyneburg (Łotwa, 2008–)

## Starty w Grand Prix (Indywidualnych Mistrzostwach Świata na Żużlu)

### Punkty w poszczególnych zawodachGrand Prix
| Sezon 2006                   |                        |                         |                                |                                |                      |                                |                                 |                                 |                            |                            |                          |         |         |         |         |         |         |         |         |         |         |         |         |         |         |        |        |        |        |        |        |        |        |        |        |        |        |        |        |        |        |        |        |        |        |        |        |
| GP Słowenii – Krško          | GP Europy – Wrocław    | GP Szwecji – Eskilstuna | GP Wielkiej Brytanii – Cardiff | GP Danii – Kopenhaga           | GP Włoch – Lonigo    | GP Skandynawii – Målilla       | GP Czech – Praga                | GP Łotwy – Dyneburg             | GP Polski – Bydgoszcz      | miejsce                    | miejsce                  | miejsce | miejsce | miejsce | miejsce | miejsce | miejsce | miejsce | miejsce | miejsce | miejsce | miejsce | miejsce | miejsce | miejsce | punkty | punkty | punkty | punkty | punkty | punkty | punkty | punkty | punkty | punkty | punkty | punkty | punkty | punkty | punkty | punkty | punkty | punkty | punkty | punkty | punkty | punkty |
| –                            | –                      | –                       | –                              | –                              | –                    | –                              | –                               | 4                               | –                          | 21                         | 21                       | 21      | 21      | 21      | 21      | 21      | 21      | 21      | 21      | 21      | 21      | 21      | 21      | 21      | 21      | 4      | 4      | 4      | 4      | 4      | 4      | 4      | 4      | 4      | 4      | 4      | 4      | 4      | 4      | 4      | 4      | 4      | 4      | 4      | 4      | 4      | 4      |
| Sezon 2007                   |                        |                         |                                |                                |                      |                                |                                 |                                 |                            |                            |                          |         |         |         |         |         |         |         |         |         |         |         |         |         |         |        |        |        |        |        |        |        |        |        |        |        |        |        |        |        |        |        |        |        |        |        |        |
| GP Włoch – Lonigo            | GP Europy – Wrocław    | GP Szwecji – Eskilstuna | GP Danii – Kopenhaga           | GP Wielkiej Brytanii – Cardiff | GP Czech – Praga     | GP Skandynawii – Målilla       | GP Łotwy – Dyneburg             | GP Polski – Bydgoszcz           | GP Słowenii – Krško        | GP Niemiec – Gelsenkirchen | miejsce                  | miejsce | miejsce | miejsce | miejsce | miejsce | miejsce | miejsce | miejsce | miejsce | miejsce | miejsce | miejsce | miejsce | miejsce | punkty | punkty | punkty | punkty | punkty | punkty | punkty | punkty | punkty | punkty | punkty | punkty | punkty | punkty | punkty | punkty | punkty | punkty | punkty | punkty | punkty | punkty |
| –                            | –                      | –                       | –                              | –                              | –                    | –                              | 1                               | –                               | –                          | –                          | 32                       | 32      | 32      | 32      | 32      | 32      | 32      | 32      | 32      | 32      | 32      | 32      | 32      | 32      | 32      | 1      | 1      | 1      | 1      | 1      | 1      | 1      | 1      | 1      | 1      | 1      | 1      | 1      | 1      | 1      | 1      | 1      | 1      | 1      | 1      | 1      | 1      |
| Sezon 2014                   |                        |                         |                                |                                |                      |                                |                                 |                                 |                            |                            |                          |         |         |         |         |         |         |         |         |         |         |         |         |         |         |        |        |        |        |        |        |        |        |        |        |        |        |        |        |        |        |        |        |        |        |        |        |
| GP Nowej Zelandii – Auckland | GP Europy – Bydgoszcz  | GP Finlandii – Tampere  | GP Czech – Praga               | GP Szwecji – Målilla           | GP Danii – Kopenhaga | GP Wielkiej Brytanii – Cardiff | GP Łotwy – Dyneburg             | GP Polski – Gorzów Wielkopolski | GP Nordyckie – Vojens      | GP Skandynawii – Sztokholm | GP Polski – Toruń        | miejsce | miejsce | miejsce | miejsce | miejsce | miejsce | miejsce | miejsce | miejsce | miejsce | miejsce | miejsce | miejsce | miejsce | punkty | punkty | punkty | punkty | punkty | punkty | punkty | punkty | punkty | punkty | punkty | punkty | punkty | punkty |        |        |        |        |        |        |        |        |
| –                            | –                      | –                       | –                              | –                              | –                    | –                              | 10                              | –                               | –                          | –                          | –                        | 20      | 20      | 20      | 20      | 20      | 20      | 20      | 20      | 20      | 20      | 20      | 20      | 20      | 20      | 10     | 10     | 10     | 10     | 10     | 10     | 10     | 10     | 10     | 10     | 10     | 10     | 10     | 10     |        |        |        |        |        |        |        |        |
| Sezon 2015                   |                        |                         |                                |                                |                      |                                |                                 |                                 |                            |                            |                          |         |         |         |         |         |         |         |         |         |         |         |         |         |         |        |        |        |        |        |        |        |        |        |        |        |        |        |        |        |        |        |        |        |        |        |        |
| GP Polski – Warszawa         | GP Finlandii – Tampere | GP Czech – Praga        | GP Wielkiej Brytanii – Cardiff | GP Łotwy – Dyneburg            | GP Szwecji – Målilla | GP Danii – Horsens             | GP Polski – Gorzów Wielkopolski | GP Słowenii – Krško             | GP Skandynawii – Sztokholm | GP Polski – Toruń          | GP Australii – Melbourne | miejsce | miejsce | miejsce | miejsce | miejsce | miejsce | miejsce | miejsce | miejsce | miejsce | miejsce | miejsce | miejsce | miejsce | punkty | punkty | punkty | punkty | punkty | punkty | punkty | punkty | punkty | punkty | punkty | punkty | punkty | punkty |        |        |        |        |        |        |        |        |
| –                            | –                      | –                       | –                              | 3                              | –                    | –                              | –                               | –                               | –                          | –                          | –                        | 24      | 24      | 24      | 24      | 24      | 24      | 24      | 24      | 24      | 24      | 24      | 24      | 24      | 24      | 3      | 3      | 3      | 3      | 3      | 3      | 3      | 3      | 3      | 3      | 3      | 3      | 3      | 3      |        |        |        |        |        |        |        |        |

| Statystyki        | Statystyki |
| ----------------- | ---------- |
| Starty            | 4          |
| Zwycięstwa        | 0          |
| Miejsca na podium | 0          |
| Finalista         | 0          |
| Punkty            | 18         |

## Osiągnięcia
- Indywidualne mistrzostwa świata juniorów
  - 2007  Ostrów Wielkopolski – 13. miejsce (3 punkty)

- Drużynowy Puchar Świata
  - 2013  Praga – 3. miejsce w barażu (6. miejsce) (10 punktów)
  - 2014  Vastervik – 4. miejsce w półfinale (8. miejsce) (2 punkty)
  - 2015  King’s Lynn – 4. miejsce w półfinale (9. miejsce) (1 punkt)
  - 2017  Leszno – 3. miejsce w barażu (6. miejsce) (4 punkty)

- Indywidualne mistrzostwa Europy
  - 2010  Tarnów – 12. miejsce (4 punkty)
  - 2012 – 4. miejsce
  - 2013 – 18. miejsce
  - 2014 – 23. miejsce

- Indywidualne mistrzostwa Europy juniorów
  - 2002  Dyneburg – zawodnik rezerwowy (2 punkty)
  - 2004  Rybnik
  - 2005  Mšeno – 2. miejsce (11 punktów)

- Klubowy Puchar Europy
  - 2005  Togliatti – 2. miejsce (10 punktów)
  - 2008  Slaný – 4. miejsce (2 punkty)
  - 2011  Bałakowo – 3. miejsce (0 punktów)

- Indywidualne Mistrzostwa Łotwy
  - 1. miejsce (2004, 2007, 2015)
  - 2. miejsce (2003, 2005–2006, 2010, 2017)
  - 3. miejsce (2011–2012)

- Indywidualne Mistrzostwa Łotwy juniorów
  - 1. miejsce (2003–2007)